# Klasasti pav
Klasasti pav ali zeleni pav (znanstveno ime Pavo muticus) je vrsta pava, ki živi v Jugovzhodni Aziji. Za razliko od indijskega pava sta si samec in samica zelo podobna po operjenosti, le med paritvenim obdobjem zraste samcem značilna vlečka iz krovnih repnih peres, ki lahko doseže tudi do dva metra v dolžino.